# Meral Taygun
Meral Taygun es una actriz turca, quien realizó el papel de la madre de Gül en la película Seytan (1974).

## Filmografía

### Actriz
- Gelinlik Kizlar (1972)
- Seytan (1974)
- Mykosch (1995)

### Otros
- Survival (1992) (TV)